# Maciej Sarbiewski

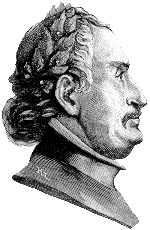
Mathias Casimir Sarbiewski

Mathias Casimir Sarbiewski S.J. (polnisch Maciej Kazimierz Sarbiewski, lateinisch Mathias Casimirus Sarbievius; * 24. Februar 1595 in Sarbiewo bei Płońsk in Masowien; † 2. April 1640 in Warschau) war ein Jesuit und neulateinischer Schriftsteller.
Er studierte ab 1622 an der Universität Vilnius, wo er ab 1627 Rhetorik unterrichtete. Nach der Promotion zum Doktor der Philosophie (1632) war er von 1633 bis 1635 Dekan der Universität und 1636 promovierte er zum Doktor der Theologie. Europaweite Bekanntheit und Anerkennung erlangte er mit seinem bereits 1625 in Köln erschienenen Buch „Lyricorum libri tres“ (Drei Bücher der Lyrik), das in viele Sprachen übersetzt wurde und seinem Autor den Beinamen „Horaz des Christentums“ eintrug. Zudem hatte er sich 1622–25 als Vorsitzender einer päpstlichen Kommission in Rom die Gunst des Papstes Urban VIII. erarbeitet, der ihn mit einem Lorbeerkranz auszeichnete.
2025 wurde der Asteroid (450737) Sarbievius nach ihm benannt.

## Textausgaben
- T. Wall (Hrsg.): Mathiae Casimiri Sarbiewski e Societate Jesu Poloni Poemata Omnia. Collegium S. J., Staraviesiae 1892.